# Distretto di Jind
Il distretto di Jind è un distretto dell'Haryana, in India, di 1 189 725 abitanti. È situato nella divisione di Hisar e il suo capoluogo è Jind.